# Karesgan
Karesgan (pers. كرسگان) – miejscowość w Iranie, w ostanie Isfahan. W 2006 roku miejscowość liczyła 3539 mieszkańców w 904 rodzinach.